# Provinsen Pennsylvania
Provinsen Pennsylvania (engelska: Province of Pennsylvania), eller Kolonin Pennsylvania (engelska: Pennsylvania Colony), var en engelsk besittning i Nordamerika, skapad av William Penn den 4 mars 1681 på begäran av kung Karl II av England. Namnet Pennsylvania uppstod genom att man kombinerade Penns efternamn med latinets sylvania, som betyder "skogsland". Bosättningen kontrollerades sedan av familjen Penn fram till Amerikanska revolutionen, då den amerikanska staten Pennsylvania bildades. I Penns förläning ingick även de tre grevskap som nu utgör Delaware, men genom att dessa 1701 fick en egen lagstiftande församling bildades en egen koloni Delaware. Regeringsmakten utövades dock även där av länsinnehavaren Penn. William Penn ville bli länsinnehavare för att skapa en tillflyktsort inte bara för sina trosbröder kväkarna utan för alla förföljda samfund och religioner.

## Gränser

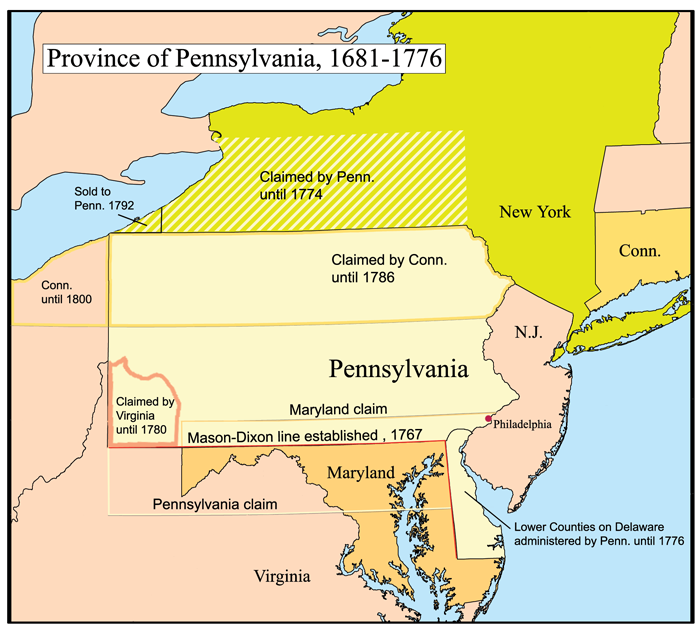
Provinsen Pennsylvanias gränser 1681-1776.

Kungariket Frankrike, Kolonin Connecticut, Provinsen Maryland, Provinsen New York  och Kolonin Virginia gjorde under kolonialtiden anspråk på delar av vad som idag utgör staten Pennsylvania. Frankrikes anspråk på västra Pennsylvania upphörde i och med dess förlust av sina Nordamerikanska kolonier genom freden i Paris 1763 efter Fransk-indianska kriget. Connecticut gjorde anspråk på hela Pennsylvania norr om 41 grader nordlig bredd. Man oktrojerade Susquehanna Company för att exploatera Wyomingdalen, något som ledde till Pennamitkrigen i slutet på sjuttonhundratalet. Gränsfrågan avgjordes 1786 till Pennsylvanias fördel av Konfederationskongressen. Maryland gjorde anspråk på Pennsylvania söder om 40 grader nordlig bredd. Denna gränsfråga avgjordes genom fastställande av Mason-Dixon-linjen 1767. Gränsen mellan New York och Pennsylvania uppmättes till 42 grader nordlig bredd 1787. (Den del av Pennsylvania som idag ligger vid Eriesjön köpte staten Pennsylvania av USA 1792.) Virginia gjorde anspråk på den sydvästra delen av Pennsylvania och organiserade även tre grevskap där. Den nuvarande gränsen fastställdes 1780.

## Befolkning

### Ursprungsbefolkning

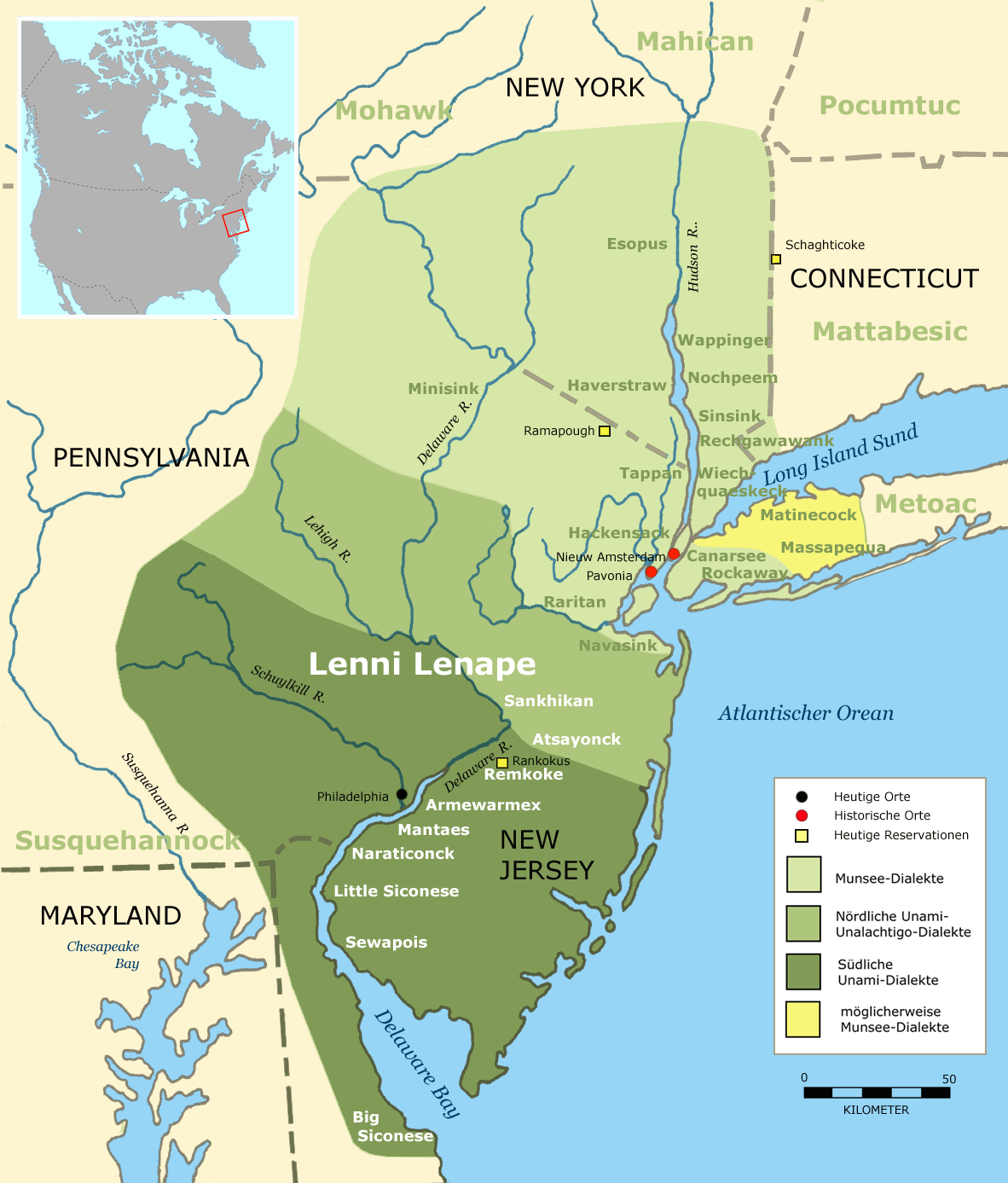
Karta som visar lenni lenapernas traditionella bosättningsområde.

Den indianska ursprungsbefolkningen i Pennsylvania har av forskningen hänförts till det nordöstra skogsområdets kultur. Bland de indianska folk som bodde i Pennsylvania hörde erie, susquehannocker, lenni lenaperna och shawneerna. Under kolonialkrigen utsträckte Irokesförbundet från sitt hemland sin maktsfär över Pennsylvanias ursprungsbefolkning. Erie förintades politiskt och demografiskt av Irokesförbundet 1656. Susquehannockerna kämpade mot Irokesförbundet, som tillsammans med provinsen Maryland förintade dem 1675. Lenni lenaperna drevs av den europeiska demografiska aggressionen allt längre västerut, först till Wyomingdalen och sedan över bergen till Ohiolandet. De allierade sig med fransmännen under det fransk-indianska kriget och med den Brittiska kronan under det amerikanska frihetskriget. En del kom sedan till Kanada som politiska flyktingar, andra tvingades västerut.  Shawneerna kom till Pennsylvania västerifrån på 1690-talet. En del bosatte sig vid Susquehanna, andra med lenni lenaperna längre österut. Med tiden flyttade de bort från de europeiska kolonisatörerna till Wyomingdalen och Ohiolandet. De var allierade med fransmännen under fransk-indianska kriget och med britterna under frihetskriget. De var i konstant krig med Pennsylvanias europeiska befolkning från 1755 till 1795. Irokesförbundets aggressiva militära och kommersiella målmedvetenhet gav dem kontroll över stora delar av Pennsylvania och tvingade många mindre indiannationer att underordna sig deras ledarskap. Genom Covenant Chain var irokeserna förbundna med de engelska kolonierna. I ett längre perspektiv blev de ett verktyg för brittisk imperialism. Under det amerikanska frihetskriget tog irokeserna parti för den brittiska kronan och tvingades fly till Kanada som lojalister.

### Invandring
De första permanenta europeiska nybyggarna i vad som idag är Pennsylvania var de svenskar och finnar som bosatte sig i Nya Sverige. Holländarna i Nya Nederländerna kämpade med svenskarna om kontroll över området och byggde flera skansar i närheten av dagens Philadelphia. Nya Nederländerna erövrade Nya Sverige 1655. Men redan 1664 erövrade England området och omkring 1670 dominerades befolkningen av engelsmän, skottar och walesare. De slog sig ned runt Philadelphia och i de östra delarna av provinsen. Tyskar började invandra i stora grupper från slutet av sextonhundratalet. De bosatte sig först i de östra delarna, men många flyttade senare västerut. Schweiziska mennoniter kom första gången 1710. Ulster-skottar började anlända 1718. Även de tillhörde de grupper som flyttade västerut. Även franska hugenotter kom till Pennsylvania liksom förslavade afrikaner.

### Befolkningsstorlek
I dessa siffror ingår endast europeiska kolonister och afrikanska slavar. Den indianska ursprungsbefolkningen upptas inte i folkmängdssiffrorna.
| År   | Pennsylvania | Varav personer av afrikansk börd | Philadelphia |
| ---- | ------------ | -------------------------------- | ------------ |
| 1680 | 680          | 25                               | -            |
| 1700 | 18 000       | 50                               | 5 000        |
| 1720 | 31 000       | 2 000                            | 10 000       |
| 1740 | 86 000       | 2 100                            | 13 000       |
| 1760 | 184 000      | 4 400                            | 24 000       |
| 1780 | 327 000      | 7 900                            | 40 000       |

1. ↑  1775

Källa: 
 
Som jämförelse kan nämnas att Storbritannien 1770 hade 6,4 miljoner och Irland fyra miljoner invånare. Sverige med Finland hade 2,5 miljoner invånare samma år. Befolkningen i provinsen 1740 motsvarade i det närmaste befolkningen i Jönköpings län 1749. Befolkningen 1760 motsvarade den sammanlagda befolkningen i Värmlands län och Örebro län samma år. Befolkningen 1780 motsvarar befolkningen i Stockholms stad, Stockholms län, Uppsala län och Södermanlands län tillsammans 1772. London 1775 hade cirka 1 miljon invånare. Stockholm hade vid ungefär samma tidpunkt cirka 70 000 invånare och Göteborg cirka 11 000.

## Religion
Kväkare dominerade den tidiga engelska invandringen till Pennsylvania. De var talrikast i de först koloniserade sydöstra grevskapen. Deras andel av befolkningen minskade efterhand men de behöll sitt dominerande politiska inflytande till 1756. Den religiösa toleranspolitiken lockade många olika religiösa grupper till kolonin. Pennsylvaniatyskarna tillhörde huvudsakligen de lutherska och reformerta kyrkorna, men många av dem tillhörde även mindre samfund som mennoniter, amish, baptister, herrnhutare och andra. Lutherdom hade varit statsreligion i Nya Sverige men lutheranerna blev det största protestantiska samfundet först mot slutet av kolonialtiden. Herrnhutarna bedrev missionsverksamhet bland indianerna. Engelska kyrkan höll sin första gudstjänst i provinsen 1695 och den första katolska församlingen bildades 1720. Pennsylvania hade den näst största katolska befolkningen av alla de tretton kolonier som bildade Förenta Staterna. Skotska invandrare förde med sig presbyterianism och denna religion fick sedan fler anhängare genom den ulster-skotska invandringen. Metodismen vann insteg i kolonin mot slutet av kolonialtiden. Det fanns även en relativt stor judisk befolkningsgrupp; den första judiska församlingen bildades 1740.
 
Vid slutet av kolonialtiden fanns följande antal församlingar i Pennsylvania.
| Samfund/Religion | Antal församlingar |
| ---------------- | ------------------ |
| Lutherska        | 142                |
| Tyska reformerta | 126                |
| Presbyterianska  | 112                |
| Kväkare          | 64                 |
| Mennoniter       | 64                 |
| Baptister        | 24                 |
| Engelska kyrkan  | 24                 |
| Herrnhutiska     | 13                 |
| Katolska         | 11                 |
| Metodistiska     | 7                  |
| Judiska          | 2                  |

## Statsskick

### Förläningsbrevet
Den 4 mars 1681 förlänade Karl II William Penn provinsen Pennsylvania. I förläningsbrevet gavs Penn och hans arvingar rätten till land och vatten, vilt och naturresurser samt guld, silver och ädla stenar. Som tecken på att läntagaren erkände kungens överhöghet skulle denne årligen överlämna två bäverskinn samt en femtedel av allt guld och silver. Provinsens lagar måste stå i överensstämmelse med Englands och stiftas i samråd med dess fria män eller deras delegater. Alla lagar måste underställas Privy Council inom fem år eftersom deras utfärdande och kunde upphävas av detta. Navigationsakterna måste åtlydas och länsinnehavaren (the Proprietor) måste ha en ombudsman i London för att inför regeringen svara för överträdelser. Under perioden 1693-1694 återtog kronan länet eftersom Penn på grundval av sin tidigare vänskap med Jakob II av England misstänktes för att vara jakobit av den nya regimen efter statskuppen 1688. När William Penn drabbades av slag 1712 övertogs förvaltningen av hans hustru Hanna. När hon dog 1727 övergick förläningen på hans söner och sonsöner.  

### Länsinnehavare
| År                   | Personer som utövade länsinnehavarskapet         | Anmärkningar |
| -------------------- | ------------------------------------------------ | --- |
| 1681-1692, 1695-1712 | William Penn                                     | Den ursprunglige länsinnehavaren                                                                                          |
| 1712-1727            | Hannah Callowhill Penn                           | William Penns andra hustru utövade länsinnehavarskapet under makens sjukdom och efter hans död 1718 som dödsboförvaltare. |
| 1727-1746            | John Penn ½ Thomas Penn 1/4 Richard Penn Sr. 1/4 | Vid arvsskiftet efter William Penn övertog hans söner i andra giftet länsinnehavet, med den förstfödde sonen i ledningen. |
| 1746-1771            | Thomas Penn 3/4 Richard Penn Sr. 1/4             | När John Penn dog övertog Thomas hans andel.                                                                              |
| 1771-1775            | Thomas Penn 3/4 John Penn 1/4                    | När Richard dog, övergick hans andel på Thomas Penns son John.                                                            |
| 1775-1776            | John Penn 3/4 John Penn 1/4                      | När Thomas Penn dog, övergick hans andel på sonen John. Johns andel övergick på Richards son, som också hette John Penn.  |

1. ↑  Penn var fråntagen länsinnehavarskapet 1693-1694 på grund av hans förmodade sympatier för den avsatte Jakob II.

Källa:   

### Regeringsformerna
Willian Penn utfärdade den första regeringsformen för provinsen Pennsylvania 1682. Genom denna skapades ett provinsråd (Council) med 72 ledamöter under guvernörens ordförandeskap (och med tre röster för honom). Rådet skulle styra vid guvernörens frånvaro, utnämna domare och inrätta domstolar samt fastställa förordningar. Det utgjorde också provinsens högsta domstol. Rådet hade också att inkalla och upplösa generalförsamlingen (General Assembly) och lägga propositioner i denna. Lantdagen å sin sida kunde anta eller förkasta lagförslag från rådet samt föreslå förändringar i gällande lagstiftning. På grund av klagomål utfärdade Penn 1683 en ny regeringsform. I denna fastställdes att rådet skulle bestå av tre ledamöter från varje county, dock minst 18 och högst 72 ledamöter. Guvernörens trefaldiga rösträtt avskaffades, men han fick vetorätt. När Penn återvände till England 1684 överlämnade han regeringsmakten till rådet. Men två år senare fråntog han rådet regeringsmakten och gav det åt en regeringskommission med fem ledamöter. 1688 överlämnades regeringsmakten till en viceguvernör (Deputy Governor).  
När provinsen återgick till Penn som länsinnehavare 1694 uppstod det frågetecken om regeringsformen 1683 fortfarande var gällande. Den av Penn utnämnde viceguvernören William Markham utfärdade då en egen regeringsform; denna ogillades dock av Penn när han 1699 återkom till Pennsylvania. Efter en lång debatt där generalförsamlingen tilltvingade sig eftergifter från Penn antog rådet och lantdagen en ny regeringsform, kallad privilegiebrev, vilken undertecknades av Penn 1701. Detta privilegiebrev var tillsammans med förläningsbrevet provinsen Pennsylvanias konstitution till 1776. Provinsrådet fråntogs all lagstiftande makt vilken endast kunde utövas i generalförsamlingen, som blev ett enkammarförsamling. Genom successiv lagstiftning som inskränkte viceguvernörens och provinsrådets makt överfördes under kolonialtiden allt mer av makten i provinsen till generalförsamlingen. 

### Rösträtt och valbarhet
Rösträtten tillkom sedan år 1700 alla infödda manliga engelska undersåtar eller i England eller Pennsylvania naturaliserade undersåtar vilka bekände sin tro på Jesus Kristus som Guds son och världens frälsare, hade fyllt 21 år och inte var beryktade, onyktra eller oärliga samt ägde minst 50 engelska tunnland mark eller lös egendom värd minst 50 pennsylvaniapund. För valbarhet krävdes att vederbörande hade rösträtt samt att han därjämte bekände sin tro på en treenig Gud. Genom brittisk lagstiftning var från 1706 den nyvalde lantdagsmannen även tvungen att avlägga en anti-katolsk ed. I Pennsylvania ersattes denne ed oftast av en försäkran, eftersom kväkarna vägrade att svära eder. Dessa bestämmelser gjorde att judar och katoliker vilka hade rätt att utöva sin religion inte hade rösträtt eller valbarhet.

### Politisk organisation
Politisk organisation enligt privilegiebrevet 1701, gällande till den amerikanska revolutionen 1776.
| Guvernör | Guvernörens råd    | Högsta domstol     | Lagstiftande församling | Övre kammare                  | Nedre kammare                                                      |
| --- | ------------------ | ------------------ | ----------------------- | ----------------------------- | ------------------------------------------------------------------ |
| Länsinnehavaren utnämnde guvernören. William Penn och hans arvingar var både länsinnehavare och guvernörer. Guvernören representerad i Pennsylvania av en Deputy Governor vilken utövade samma ämbete i Delaware. De två sista viceguvernörerna 1763-1776 var bägge William Penns sonsöner. Den siste länsinnehavaren (Willam Penns äldste sonson) var 1773-1776 bosatt i Pennsylvania och utövade personligen ämbetet som guvernör. Han benämndes Governor and Commander in Chief. | Provincial Council | Provincial Council | General Assembly        | Ingen övre kammare sedan 1701 | General Assembly vald för ettåriga valperioder (enkammarparlament) |

Källa:   

### Politik
Den grundläggande motsättningen i kolonin Pennsylvanias politik var mellan länsinnehavaren och de europeiska kolonisterna. Penns arvtagare, som efterhand övergav kväkarnas tro, kom ofta i konflikt med generallantdagen som före 1756 vanligen dominerades av kväkare. Viceguvernörer som försvarade länsinnehavarnas privilegier stred mot lantdagen som försvarade sina rättigheter. Befolkningen i gränsområdena stod mot befolkningen i de äldre sydöstra grevskapen. Striden där stod om gränsbefolkningens rätt till lika representation i lantdagen och försvaret av dem under krigen, eftersom de pacifistiska kväkarna som bodde långt från krigszonen avvisade alla militära insatser.

## Ekonomi

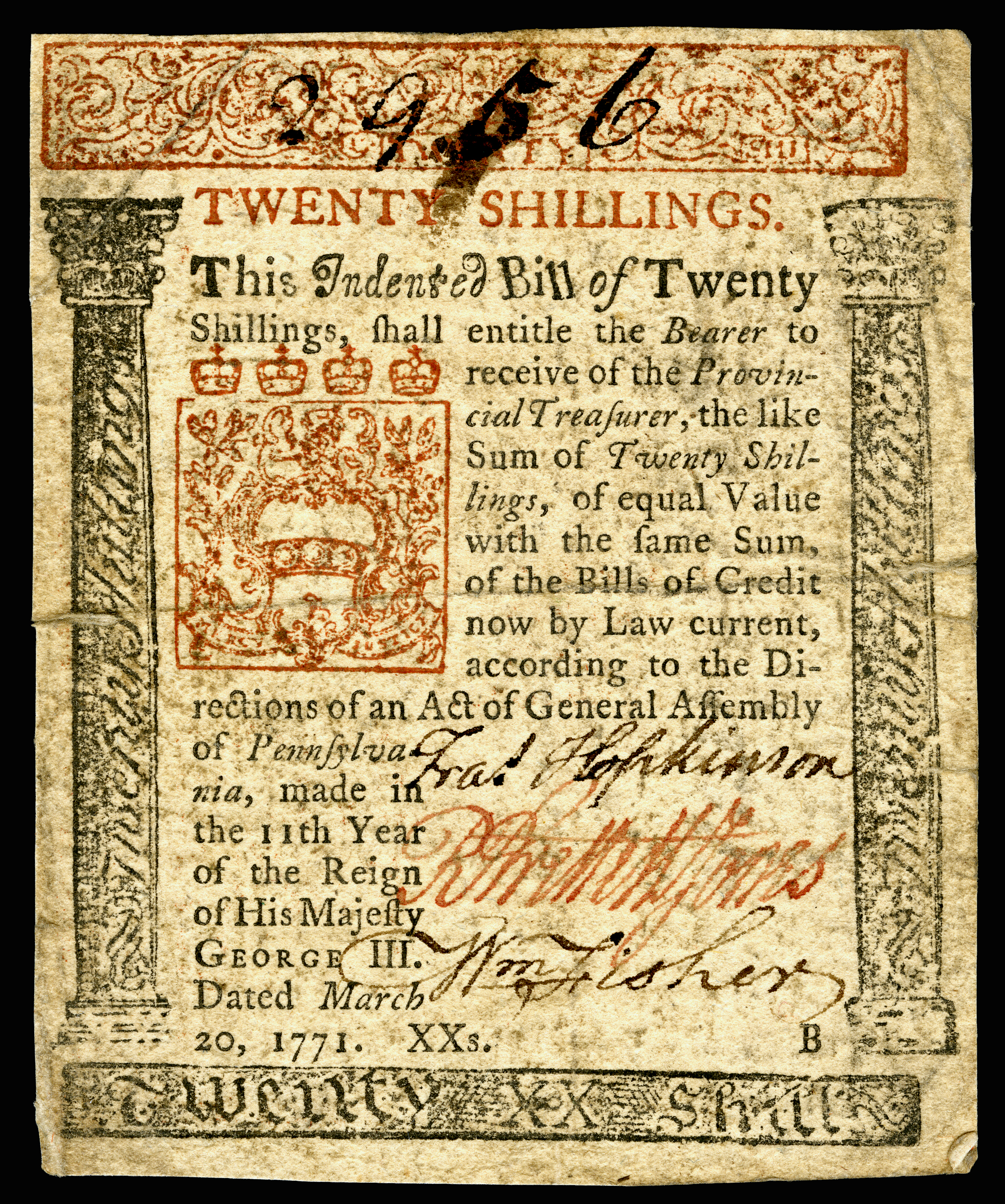
Tjugoshillingsedel utgiven av provinsen Pennsylvania 1771.

Pennsylvania blev tidigt en ledande spannmålsproducent vilken exporterade stora mängder brödsäd över Philadelphia och Baltimore. Sydöstra Pennsylvania utvecklades till en utomordentligt välmående jordbruksbygd. Veta och majs var de ledande grödorna, men man odlade också råg, hampa och lin. Hantverk och hemindustrier utvecklades och textilmanufakturer inrättades. Kvarnar och sågverk drog nytta av vattenkraften i de många vattendragen. Skeppsbyggnad bedrevs vid Delawarefloden. Järnmalm och skogar för kolning gav upphov till en blomstrande järnindustri, som producerade både tackjärn och gjutgods. Andra verksamheter var boktryckerier, pappersbruk och garverier. Pälshandel med indianerna var en stor inkomstkälla för kolonin.Floderna var de viktigaste transportlederna, men ett omfattande vägnät utvecklades med tiden i de sydöstra grevskapen. Philadelphia blev en viktig kommersiell knutpunkt och den största staden i de tretton kolonierna.